# Malta (eiland)
Het eiland Malta is het grootste (246 km²) van de eilanden die samen de republiek Malta vormen. Het eiland ligt in het midden van de Middellandse Zee, ten zuiden van Sicilië en ten noorden van Afrika (35° 53′ noorderbreedte, 14° 26′ oosterlengte). Op het eiland ligt hoofdstad Valletta van de republiek. Het eiland had in 2020 ruim 481.000 inwoners, ruim 93% van de nationale bevolking.

## Geschiedenis
Het eiland werd van 1798 tot 1800 bezet door de troepen van Napoleon Bonaparte.

## Geografie
Het eiland is 246 km² groot, de afstand tussen de twee verste punten is 27 kilometer en het heeft 136 km kustlijn. Sicilië ligt ongeveer 110 kilometer ten noorden van Malta en de afstand tot de dichtstbijzijnde Afrikaanse kust (Tunesië) is 290 km. De twee kleine eilanden Comino en Gozo liggen zes kilometer ten noorden van het eiland.
Comino · Cominotto · Gozo · Filfla · Fungus Rock · Malta · Manoel Island · Islands of St. Paul